# Краљичина плажа
Краљичина плажа се налази у близини Милочера, непосредно уз Милочерску, односно Краљеву плажу. Од Светог Стефана удаљена је око 500 метара. Важи за једну од најлепших плажа, не само у Црној Гори, већ и на целом Медитерану. То је мала плажа, дуга око 200 метара. У залеђу плаже налази се летња резиденција краља Николе, окружена густом боровом шумом и засадима чемпреса и маслина.

## Име плаже
Име је ова плажа добила у време када је била омиљена плажа српске краљице Марије Карађорђевић.

## Опис плаже
Чувена Краљичина плажа налази се надомак Милочера, у непосредној близини Светог Стефана. Смештена је у малој ували окренутој је према пучини. У залеђу плаже је шумарак којим доминирају густи засади чемпреса и маслина. Плажа је пешчана, дужине мање од 200 m. Бујно медитеранско растиње, које окружује и штити увалу од погледа, даје мору специфичну смарагднозелену боју.

## Историја плаже
Уз плажу се налази летња резиденција краља Николе. Ово је била омиљена плажа српске краљице Марије Карађорђевић. Тада је и стеновита литица недалеко од плаже, окружена шумом чемпреса, добила име „Краљичина столица”, јер је на њеном врху била постављена столица за уживање и одмор краљице. Са овог места се пружа поглед на Стари град Будву, острво Свети Никола и полуострво Свети Стефан. Ово је један од најлепших видиковаца на Будванској ривијери.
Већ средином 20. века плажа је добила епитет „престижне”, а данас је омиљено купалиште светског џет-сета. Својевремено је била одабрана да буде место званичне церемоније венчања популарног српског тенисера Новака Ђоковића и његове супруге Јелене.

### Контроверзе око власништва плаже
Као ексклузивне туристичке дестинације, плаже око Милочера и Светог Стефана веома су примамљиве за многе инвеститоре, али то мештанима, њиховим гостима и туристима који не летују у закупљеним објектима онемогућава слободан приступ како плажама, тако и околним парковима. Црногорска јавност је незадовољна чињеницом што ова плажа није више отворена за све госте, па данас носи епитет „недодирљиве”. Плажа је део комплекса који је годинама у закупу иностраних групација. На плажама ове групације могу се сунчати само гости који плате веома скуп закуп лежаљки и сунцобрана, а на Краљичиној само гости хотела у власништву тренутног закупца. Зато општина Будва разматра питање закупа ових плажа, како би и мештани могли да их користе.
Три атрактивне плаже, Милочерска, Краљичина и плажа Свети Стефан, годинама су биле резервисане за госте хотелског комплекса и политичку елиту, а Краљичина плажа била је затворена и за поглед. Због судског спора који компанија Adriatic properties води око власништва, од 2021. године све ове три ексклузивне плаже су јавне, доступне свима. Истовремено Компанија држи затворен град-хотел Свети Стефан и Вилу Милочер, док је изградња новог хотела Краљичина плажа обустављена. Управо је коришћење Краљичине плаже довело до затварања Светог Стефана 2021. године, пошто су мештани поломили ограду на Краљичиној плажи, а Јавно предузеће за управљање морским добром наредило њено уклањање, чиме су стазе у Милочерском парку ослобођене за јавно коришћење.
- Плажа и некадашња летња резиденција црногорског краља

## Занимљивости
Године 2014, 12. јула, на краљичиној плажи су се венчали Новак и Јелена Ђоковић. Два дана касније обавили су и црквено венчање у цркви Светог Архиђакона Стефана на Светом Стефану.

## Друге „краљевске” плаже у Црној Гори

### Краљева плажа
У непосредној близини Краљичине плаже налази се Милочерска или Краљева плажа. Одмах изнад ове плаже, готово на самој обали, налази се некадашњи летњиковац краљевске породице Карађорђевић, окруженог парком, данас познат као „Вила Милочер”. Цео комплекс је зидом одвојен од магистрале и приступа му се кроз две капије, једна према Пржну а друга на излазу према Светом Стефану. Сама плажа дуга је 280 м и спада у пешчане плаже високе категорије.

### Краљичина плажа у Чању
Недалеко од ове, у Чању, такође постоји плажа овог имена. Краљичина плажа код Милочера позната је широм Европе, али за је истоимену плажу у Чању мало ко чуо. Налази се у ували окруженој високим стенама, па јој је могуће прићи само с мора, чамцем. Због тога носи епитет „дивље” плаже, иако је опремљена лежаљкама и сунцобранима, а на плажи постоји и ресторан. Изолованост ове плаже доприноси томе да је вода беспрекорно чиста, као и сама плажа, а стене које је окружују подстичу осећај изолованости. Са ове плаже се може отпливати до једне од околних мањих плажа у овој ували, које су потпуно дивље.